# PE'Z REALIVE TOUR 2002 おどらにゃそんそん in TOKYO
『PE'Z REALIVE TOUR 2002 おどらにゃそんそん in TOKYO』（ペズ リアライブ ツアー にせんに おどらにゃそんそん イン トウキョウ）は、日本のジャズバンドPE'Zの通算1枚目のライブ・アルバムである。2003年1月29日発売。発売元は東芝EMI/Virgin Music。

## 概要
初となるライブアルバムで、2002年に行われたライブツアーを収録。CCCD

## 収録曲
1. HEY! JORDU! [4:56]
2. Akatsuki [3:58]
3. Let it go [3:54]
4. ALPHA [3:44]
5. Boomerang Boogie 〜南風堂の叔父さん〜 [3:34]
6. magenta [6:26]
7. collective mode [3:38]
8. Recado Bossa Nova [4:59]
9. 海に降る雪 〜snow in the sea〜 [4:53]
10. アンダルシア -Andalucia- [2:52]
11. ステレオパンチ -H- [3:07]
12. TAXI DRIVER THEME [2:22]
13. SPIRIT [4:12]
14. LA YELLOW HEAD [3:28]
15. Hale no sola sita〜LA YELLOW SAMBA〜 [3:58]